# Thẩm Nguyệt
Thẩm Nguyệt (tiếng Trung: 沈月; bính âm: Shěn yuè; tiếng Anh: Shen Yue) là một nữ diễn viên người Trung Quốc.

## Sự nghiệp
Năm 2014, cô lấy hạng nhất biên đạo quảng bá truyền hình tỉnh Hồ Nam, nhập học ngành tin tức và truyền thông tại Đại học Sư phạm Hồ Nam. Vào năm nhất đại học, cô xác định trở thành một biên tập viên tại đài truyền hình, vì vậy cô còn ở Hồ Nam TV thực tập. Đến năm 2 đại học, cô yêu thích nhiếp ảnh, bởi vậy đã kết bạn với nhiều nhiếp ảnh gia. Trong một lần chụp hình, vì người mẫu có việc không có mặt, Thẩm Nguyệt trở thành người mẫu tạm thời. Hình ảnh của cô được đưa lên mạng, khiến cô được chú ý. Chính vì thế, tuy không xuất thân diễn xuất chuyên nghiệp, Thẩm Nguyệt vẫn được cùng công ty quản lý ký kết hợp đồng, chính thức bước vào ngành giải trí.
Năm 2016, Thẩm Nguyệt tham gia bộ phim "Run rẩy đi a bộ". Năm 2017, với vai diễn cô nàng Trần Tiểu Hy trong bộ phim Gửi thời thanh xuân ngây thơ tươi đẹp - vai chính đầu tiên trong sự nghiệp, cô được biết đến rộng rãi. Cùng năm, cô được đạo diễn Sài Trí Bình chọn vào vai Sam Thái trong bộ phim Tân Vườn Sao Băng (2018).

## Phim ảnh và chương trình

### Phim bộ
| Năm              | Phim                                      | Nhân vật               | Vai trò             | Kênh                               | Ghi chú            |
| ---------------- | ----------------------------------------- | ---------------------- | ------------------- | ---------------------------------- | ------------------ |
| 2017             | Khởi nghĩa thụ thụ                        | Tăng Chí               | Cameo               | Hồ Nam TV                          |                    |
| 2017             | Run rẩy đi a bộ                           | Tiểu Nguyệt            | Cameo               | Youku                              |                    |
| 2017             | Gửi thời thanh xuân ngây thơ tươi đẹp     | Trần Tiểu Hy           | Nữ chính            | Tencent TV                         |                    |
| 2018             | Tân Vườn Sao Băng                         | Sam Thái               | Nữ chính            | Hồ Nam TV, Tencent TV              |                    |
| 2019             | Thất Nguyệt Và An Sinh                    | An Sinh                | Bình phiên          | iQIYI                              |                    |
| 2020             | Em rất thích anh                          | Đồng Tiểu Du           | Nữ chính            | Hồ Nam TV, Youku                   |                    |
| 2020             | Cùng nhau                                 | Tiểu Châu (Bệnh nhân ) | Cameo               | iQIYI                              |                    |
| 2021             | Chàng Trai Cuồng Sạch Sẽ Thân Yêu Của Tôi | Thị Song Kiều          | Nữ chính            | Hồ Nam TV                          |                    |
| 2021             | Nửa Hiệp Cơ Trí                           | Hạ Lãng Lãng           | Bình phiên          | Youku                              |                    |
| 2022             | Bạn trai phản diện của tôi                | Nam Tinh               | Nữ chính            | iQIYI                              |                    |
| 2022             | Mười năm của chúng ta                     | Phàn Tinh              | Vai phụ             | iQIYI                              | Tập 37-40          |
| 2023             | Gặp người đúng lúc                        | Lưu Liên Sinh          | Diễn viên khách mời | iQIYI,Tencent TV                   |                    |
| 2024             | Thất Tiếu                                 | Cố Dật                 | Nữ chính            | Tencent TV, VieON, FPT Play, TV360 |                    |
| 03/02/2025       | Sáu Chị Em                                | Hà Gia Lệ (Thời trẻ)   | Diễn xuất hữu nghị  | Tencent TV, CCTV1, WeTV            |                    |
| 28/04/2025       | Hoài Thủy Trúc Đình                       | Đông Phương Tần Lan    | Diễn viên khách mời | iQIYI, VieON                       |                    |
| 22/05/2025       | Vẽ thôi nào!Thiếu nữ truyện tranh         | Tả Thiên Đại           | Nữ chính            | iQIYI, WeTV                        | Phim quay năm 2021 |
| Đang cập nhật... | Người mang ước mơ lớn                     | Hạ Hạ                  | Nữ chính            | Mango TV                           |                    |

### Phim điện ảnh
| Năm        | Phim                                    | Nhân vật               | Vai trò             | Ghi chú                  |
| ---------- | --------------------------------------- | ---------------------- | ------------------- | ------------------------ |
| 01/2021    | Âm dương sư - Thị Thần Lệnh             | Kagura (Thần Lạc)      | Vai phụ             | (phim sản xuất năm 2018) |
| 2022/04/02 | Người bạn một tuần                      | Tống Hiểu Nam          | Diễn xuất đặc biệt  |                          |
| 2022       | Dáng vẻ của chúng ta rất giống tình yêu | Nhân viên bất động sản | Diễn viên khách mời |                          |

### Show truyền hình
| Năm              | Show                                    | Khách mời khác                                                    | Vai trò                 |
| ---------------- | --------------------------------------- | ----------------------------------------------------------------- | ----------------------- |
| 29/04/2018       | Happy Camp                              | Tống Uy Long, Châu Khiết Quỳnh...                                 | Khách mời               |
| 26/05/2018       | Happy Camp                              | F4                                                                | Khách mời               |
| 2018             | Thiên Thiên Hướng Thượng                | F4                                                                | Khách mời               |
| 2018             | Huyễn Nhạc Chi Thành                    | F4                                                                | Khách mời               |
| 2018             | Quán trọ thân thương                    | Vương Hạc Đệ, Vũ Nghệ...                                          | Nhân viên nhà trọ       |
| 2018             | Gala mừng năm mới                       | Vương Hạc Đệ                                                      | Hát "Bong bóng tỏ tình" |
| 2019             | Niên vị hữu fun                         |                                                                   | Khách mời               |
| 2019             | Bữa cơm đoàn viên minh tinh Doki        |                                                                   | Khách mời               |
| 2019             | Phi thường tĩnh cự ly                   |                                                                   | Khách mời               |
| 2019             | Làm phiền nhé tủ lạnh                   | Bành Dục Sướng                                                    | Khách mời               |
| 2019             | Hoàng tử son môi                        |                                                                   | Khách mời               |
| 30/03/2019       | Happy Camp                              | Ngô Lỗi, Tỉnh Bách Nhiên...                                       | Khách mời               |
| 13/04/2019       | Vương bài đối vương bài                 | Quan Hồng, Ngôn Thừa Húc...                                       | Khách mời               |
| 27/07/2019       | Happy Camp                              | Trần Đô Linh, Mã Thiên Vũ...                                      | Khách mời               |
| 2020             | Diễn thuyết tương lai 10 năm            |                                                                   | Khách mời               |
| 2020             | Sing or Spin                            | Ella Chen, Vương Tử Dị...                                         | Khách mời               |
| 12/4/2021        | Thiên Thiên Hướng Thượng                | Lưu Dĩ Hào, Lưu Vũ Hân...                                         | Khách mời               |
| 15/05/2021       | Happy Camp                              | Trịnh Nguyên Sướng, Hùng Tử Kỳ,...                                | Khách mời               |
| 2021             | Nhiệm vụ ngọt ngào                      | Lưu Dĩ Hào                                                        | Khách mời               |
| 2021             | Quê tôi thật đẹp                        | Thạch Khải, Lý Bôn, Tỉnh Lung,...                                 | Khách mời (Tập 3-4)     |
| 2022             | Mùa hè thuộc về chúng ta                | Ngô Tuyên Nghi, Trạch Tử Lộ,...                                   | Khách mời               |
| 2022             | Xin chào thứ 7                          | Lý Tuyết Cầm, Dương Tử, Hứa Tung                                  | Khách mời               |
| 2022             | Keep running Cùng làm giàu              | Bạch Lộc, Lý Thần,...                                             | Khách mời               |
| 2023             | Người lớn vui vẻ Joyful Grown-ups       | Vương Kính Hiên, Ngô Vũ Hằng, Châu Ngạn Thần,...                  | Thành viên cố định      |
| 2023             | Thanh xuân hoàn du ký mùa 4             | Dương Địch, Trần Triết Viễn, Từ Minh Hạo, Trương Y Đồng,..        | Thành viên thường trú   |
| 2023             | Vô hạn siêu việt ban                    | Lý Nhất Đồng, Phạm Thế Kỹ, Hà Dữ                                  | Thành viên thường trú   |
| 2024             | Nhịp đập tuổi 20 mùa 4                  | Dương Địch,...                                                    | Thành viên thường trú   |
| 2024             | 50km Đào hoa ổ mùa 4                    | Lý Gia Kỳ, Từ Chí Thắng, Thiện Y Thuần,...                        | Thành viên thường trú   |
| 2024             | Mao Tuyết Gâu (tập 37,91-92)            | Nhân Khoa, Vương Ngọc Văn,...                                     | Khách mời               |
| 2024             | Trở về hiện thực sau 10 ngày            | Lâm Canh Tân, Lý Tuyết Cầm, Hầu Minh Hạo,...                      | Thành viên thường trú   |
| 2024             | Cục du lịch hộp bí ẩn                   | Dương Siêu Việt, Trình Tiêu, Vũ Nghệ,...                          | Khách mời               |
| 13/07/2024       | Xin chào thứ bảy                        | Lâm Nhất, Ngô Cẩn Ngôn, Vương Tinh Việt,...                       | Khách mời               |
| 30/03/2025       | Người lớn vui vẻ mùa 2 Joyful Grown-ups | Vương Kính Hiên, Ngô Vũ Hằng, Phạm Thế Kỹ,...                     | Thành viên cố định      |
| 19/06/2025       | Bắt đầu suy luận nào mùa 3              | Trương Lăng Hách, Kim Tĩnh, Lưu Vũ Ninh, Bạch Vũ, Châu Kha Vũ,... | Khách mời (tập 8)       |
| 20/06/2025       | Nhà hàng Trung Hoa mùa 9                | Huỳnh Hiểu Minh, Khương Nghiên, Trạch Tiêu Văn,...                | Thành viên thường trú   |
| Đang cập nhật... | Là Mẹ là con gái mùa 2 是妈妈是孩子2    |                                                                   | Khách mời               |

## Âm Nhạc

### Nhạc phim
| Năm  | Tên bài hát            | Tên khác                         | Trình bày                                                 | Phim                       | Ghi chú |
| ---- | ---------------------- | -------------------------------- | --------------------------------------------------------- | -------------------------- | ------- |
| 2019 | Thất Nguyệt và An Sinh |                                  | Thẩm Nguyệt, Trần Đô Linh                                 | Thất Nguyệt và An Sinh     |         |
| 2020 | Em rất thích anh       | 我好喜欢你 ( I really like you ) | Thẩm Nguyệt, Ngôn Thừa Húc                                | Em rất thích anh           |         |
| 2021 | Hình dáng của tôi      | 我的形状                         | Thẩm Nguyệt, Chương Nhược Nam, Vi Vi, Trương Hâm Di       | Nửa Hiệp Cơ Trí            |         |
| 2022 | Làm dũng sĩ của em     |                                  | Thẩm Nguyệt, Trần Triết Viễn                              | Bạn trai phản diện của tôi |         |
| 2023 | Ra ngoài chơi nào      | 出来玩儿吧                       | Thẩm Nguyệt, Vương Kính Hiên, Ngô Vũ Hằng, Châu Ngạn Thần | Show Người lớn vui vẻ      |         |

## Giải Thưởng và Danh Hiệu
》2018: Nhân vật của năm( vai diễn Sam Thái trong phim Tân Vườn sao băng) tại giải thưởng Giải trí Baidu.
》2018: Được vinh danh là một trong Top 10 Hình mẫu năng lượng tích cực tại Hội nghị ảnh hưởng Weibo V.
》2019: Nhận giải Ngôi sao từ thiện trẻ tại sự kiện Next Generation Influencers for Global Philanthropy.
》2019: Nhận giải Thần tượng từ thiện của năm tại giải thưởng thời trang Madame Figaro.
》2020: Được trao giải Nữ diễn viên được thiếu niên yêu thích nhất tại lễ trao giải Like China.
》2023: Được vinh danh Nữ diễn viên tiến bộ của năm tại Đêm hội Weibo 2022( vai diễn Nam Tinh trong phim Bạn trai phản diện của tôi).
》2024: Đứng đầu cuộc bình chọn Nghệ sĩ châu Á quyến rũ nhất tại AYA Awards, với hơn 5 triệu lượt bình chọn( giải thưởng do người hâm mộ bình chọn).
》2025: Được vinh danh là Diễn viên tiên phong của năm tại sự kiện Đêm tôn vinh phụ nữ xuất sắc của tạp chí V( Trung Quốc).
|-